# Diplokelepa
Diplokelepa é um género botânico pertencente à família Sapindaceae.